# Ion Dumitru
Pour les articles homonymes, voir Dumitru.
Ion « Liță » Dumitru, né le 2 janvier 1950 à Bucarest en Roumanie, est un ancien joueur et entraîneur de football roumain. 
Il compte 57 sélections et 12 buts en équipe nationale entre 1970 et 1980.

## Biographie

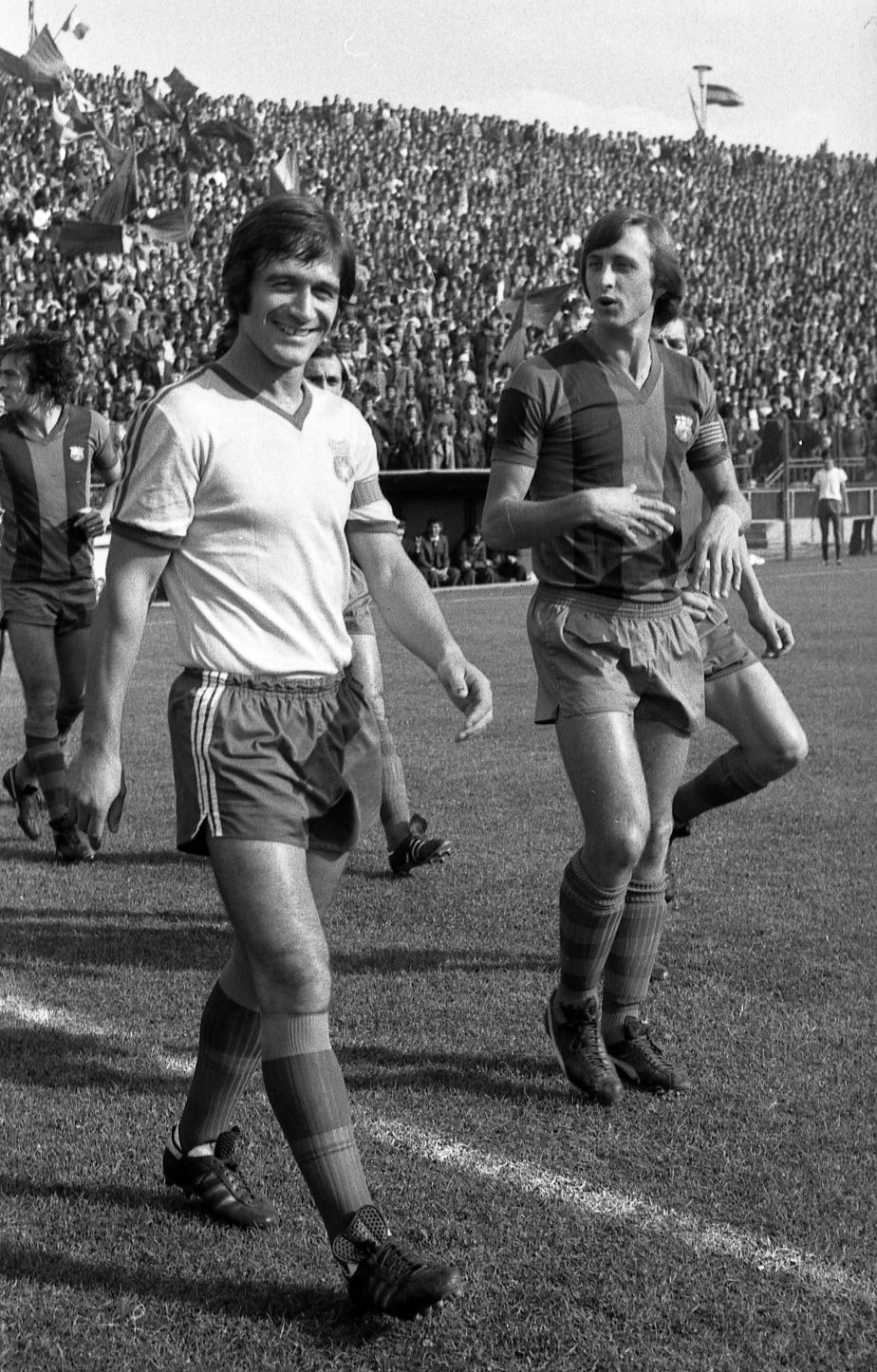
Ion Dumitru (à gauche) avec Johan Cruyff en 1977.

### Carrière de joueur
Avec le club du Steaua Bucarest, il remporte deux titres de champion de Roumanie, et joue 4 matchs en Coupe d'Europe des clubs champions.
Il dispute un total de 443 matchs en première division roumaine, pour 64 buts inscrits. Il réalise sa meilleure saison en 1976-1977, où il inscrit 10 buts en championnat.

### Carrière internationale
Il compte 57 sélections et 12 buts avec l'équipe de Roumanie entre 1970 et 1980. 
Ion Dumitru est convoqué pour la première fois par le sélectionneur national Angelo Niculescu pour un match amical contre le Pérou le 9 février 1970 (1-1). Par la suite, le 21 mai 1972, il inscrit son premier but en sélection contre le Danemark, lors d'un match des éliminatoires des Jeux olympiques de 1972 (défaite 3-2). Il reçoit sa dernière sélection le 15 octobre 1980 contre l'Angleterre (victoire 2-1). Entre 1976 et 1977, il porte à 10 reprises le brassard de capitaine de la sélection nationale roumaine.
Il participe à la Coupe du monde de 1970, compétition lors de laquelle il joue trois matchs : contre l'Angleterre, la Tchécoslovaquie, et enfin le Brésil.

## Palmarès

### Joueur
- Avec le Rapid Bucarest :
  - Vainqueur de la Coupe de Roumanie en 1972

- Avec le Steaua Bucarest :
  - Champion de Roumanie en 1976 et 1978
  - Vainqueur de la Coupe de Roumanie en 1976 et 1979

- Avec l'Universitatea Craiova :
  - Vainqueur de la Coupe de Roumanie en 1983

### Entraîneur
- Avec le Jiul Petroșani :
  - Champion de Roumanie de D2 en 1996

- Avec Al-Jaish Damas :
  - Champion de Syrie en 1999
  - Finaliste de la Coupe arabe des clubs en 1999

- Avec le Concordia Chiajna :
  - Champion de Roumanie de D3 en 2007

### Distinctions personnelles
- Élu Footballeur roumain de l'année en 1973 et 1975